# モンキー・パトロール
『モンキー・パトロール』は、有間しのぶによる漫画である。略して「モンパト」とも言う。月刊誌フィールヤング（祥伝社）に、1999年9月号から連載開始。単行本は全7巻となり、作者の作品中では最長のものとなる。
極端に性格の異なった、20代後半の3人の独身女性の、それぞれの人生を、恋愛を主題としながらお笑い4コマ漫画として表現している。作者独特の、明と暗・悲劇と喜劇・希望と絶望・愛と憎悪等の相反する要素を表裏一体に描く表現手法で、微妙な年齢の女性の生き方をデフォルメして描く。

## 登場人物
本編は3人の女性が主人公である。3人は仲の良い友達であるが、心の中では、自分が一番きちんとしていると思っている。
野市 巡（やいち めぐる）
主人公の一人。ドラッグストア店員。26歳。女性。
あだなが「おやっさん」。その名の示すごとく超オヤジ趣味。女の子をからかったり・触ったり、下品な駄洒落を連発し、大酒大食いを楽しむ。しかし、無闇な正義感は強く女性に頼もしがられたりする。男友達は多いが皆恋人にはなってくれなく、そのことを非常に悩んでいる。物語の後半、小千谷正（おぢやただし）という恋人できる。実家も彼女同様、けたたましく品が無いが、生命力にあふれている。兄嫁一人が掃き溜めの鶴のように清らかで美しい。
花枝 香（はなえだ こう）
主人公の一人。超売れっ子ライター。28歳。女性。
眼鏡をかけた、女教師タイプ。几帳面で倹約に執念を燃やし、お金が絡むと正気を失う傾向がある。しかし仕事は多いので収入も多く生活は苦しくないのだが、ほとんどを貯蓄にまわす。恋人はいない。やっとできた恋人、街田愛人（まちだあいじん：本名）も浮気はするわ、仕事はしないわでとうとう別れる羽目に。しかし、別の恋人ができて人生に光明が見えてくる。
清白 すずな（すずしろ すずな）
男を惹きつける魅力のみで生きている女。職業無し。26歳。
老若あらゆる男性を瞬時にして魅了してとりこにするという妖怪のような才能の持ち主。鉄威とらお（てつたけ-）が一応本命ということになっているようだが、彼女はそんなことはお構いなく浮気しまくる。道路に立っているだけで男達（小学生まで）が色々なものをプレゼントして来るというすさまじいフェロモンの持ち主。赤ん坊に、肌の美しさを嫉妬されたことすらある。そんな彼女だが、とらおは彼女のとりこになっているので全てを許してしまう。「片付けられない女」なので、いつも部屋はゴミだらけだが、とらおが掃除するので問題無い。そんな彼女の唯一の敵は、美少年日向ミチル（ひなた-）。二人は「かわいい界王座争い」を続けており、その戦いは超能力者の戦いの様相を呈する。

## 関連書籍
- モンキー・パトロール ISBN 4396762291
- モンキー・パトロール2 ISBN 439676250X
- モンキー・パトロール3 ISBN 4396762801
- モンキー・パトロール4 ISBN 4396763026
- モンキー・パトロール5 ISBN 4396763344
- モンキー・パトロール6 ISBN 4396763573